# Мусій Граматик
Мусій Граматик (дав.-гр. Μουσαῖος ὁ Γραμμᾰτικός, кінець V — початок VI ст. н. е.) — давньогрецький поет і граматик. Дослідник літературних текстів, переважно Гомера.

## З біографії
Відомості про життя Мусія убогі, проте відомо, що він був християнином. Можливо, він був одним із адресатів листів софіста Прокопія Газського.
Мусій є автором епілія на 340 гекзаметрів «Геро і Леандр» («Τὰ καθ' Ἡρὼ καὶ Λέανδρον») на популярний в елліністичній та римській літературі сюжет, який також зустрічаємо в «Героїдах» Овідія. Особливості метрики та стилю Мусія свідчать про наслідування Нонна Панополітанського.
До сюжету поеми Мусія «Геро і Леандр» у Новий час зверталися Крістофер Марлоу (поема, 1593), Фрідріх Шіллер (балада, 1801), Франц Грільпарцер (трагедія « Хвилі моря та кохання», Des Meeres und der Liebe Wellen, 1831); сюжет обігрується у повісті Мілорада Павича «Внутрішній бік вітру». Український переклад поеми Мусія Граматика «Геро й Леандр» виконанав Іван Франко. Франковий переклад поеми Мусія Граматика був опублікований у виданні «Літературна спадщина. Т. 2. Іван Франко», с. 430—437.